# Phytoseiinae
Phytoseiinae es una subfamilia de ácaros perteneciente a la familia Phytoseiidae.

## Géneros
La subfamilia contiene los siguientes géneros:
- Chantia Pritchard & Baker, 1962
- Phytoseius Ribaga, 1904
- Platyseiella Muma, 1961

## Literatura sobre Phytoseiinae
- Chant, D.A.; McMurtry, J.A. 1994: A review of the subfamilies Phytoseiinae and Typhlodrominae (Acari: Phytoseiidae). International journal of acarology, 20: 223-310. doi 10.1080/01647959408684022
- Walter, D.E.; Beard, J.J. 1997: A review of the Australian Phytoseiinae (Acari: Mesostigmata: Phytoseiidae). Invertebrate taxonomy, 11: 823-860. doi 10.1071/IT97010